# Červeno-zelený blok

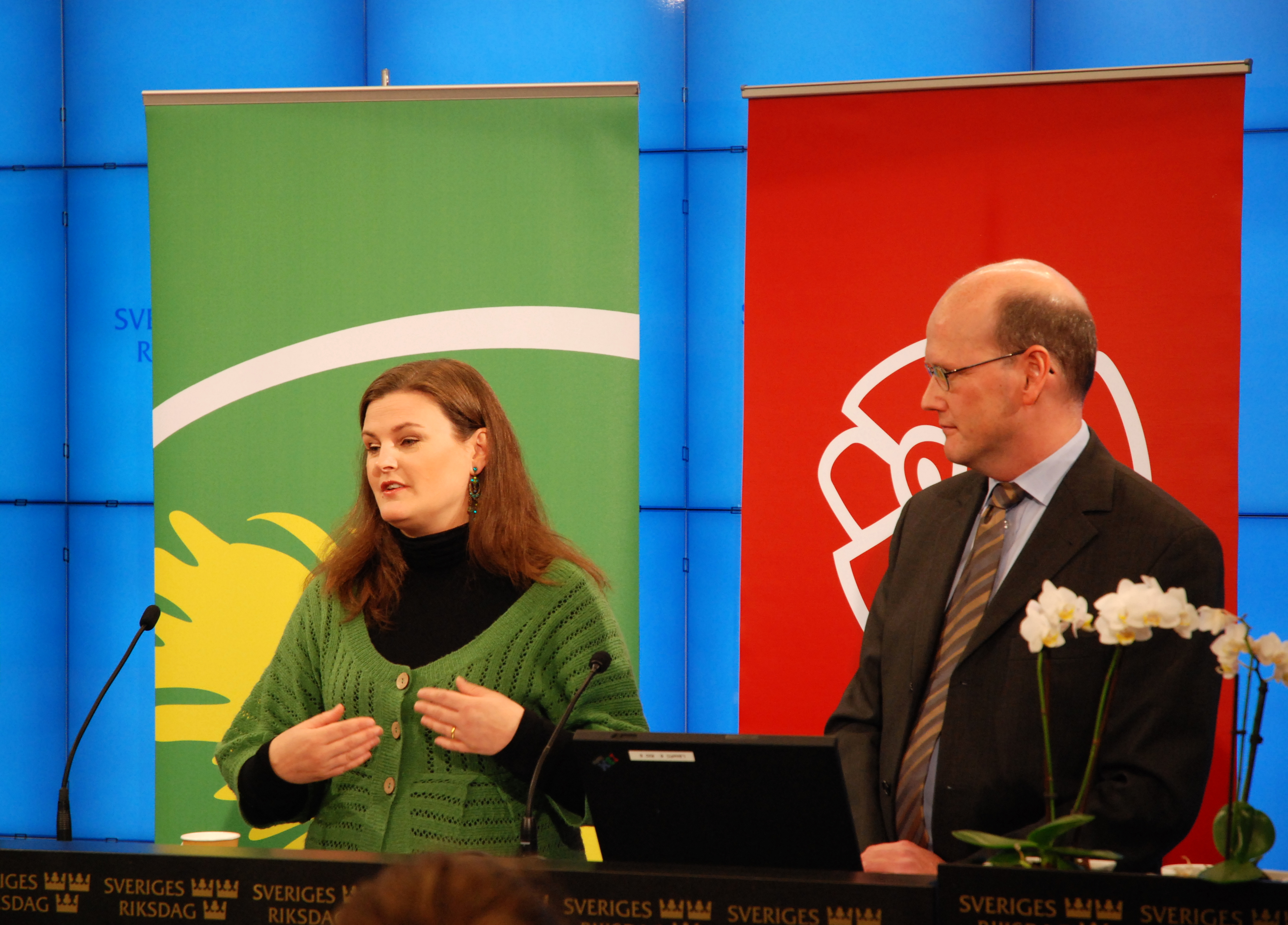
Mikaela Valtersson (strana zelených) a Thomas Östros (Sociální demokraté)

Červeno-zelený blok (švédsky Röd-gröna blocket) je[zdroj?] politické spojenectví politických stran ve Švédsku, které bylo veřejně zahájeno 7. prosince 2008. Blok se skládá ze tři politických stran nalevo od středu a vznikl jako protipól k Alianci.

## Členové
- Sociální demokraté, Socialdemokraterna je sociálně-demokratická, kterou vede Mona Sahlinová. V současné době má 112 z 349 křesel.
- Strana zelených, Miljöpartiet de Gröna je zelená strana, jež je zastoupena dvěma mluvčími: Peter Eriksson a Maria Wetterstrandová. V současné době má 25 z 349 křesel.
- Levicová strana, Vänsterpartiet je socialistická strana, kterou vede Lars Ohly. V současné době má 19 z 349 křesel.